# Johann Fridolin Müller
Johann Fridolin Müller (* 6. Juli 1830 in Mosnang; † 14. April 1888 in Wil; heimatberechtigt in Mosnang und seit 1859 in Wil) war ein Schweizer Unternehmer und katholisch-konservativer Politiker.

## Leben

### Familie
Johann Fridolin Müller entstammte der Mosnanger Familie Müller und wurde als Sohn von Johann Baptist Müller, einem Wirt, Kreisamtmann und Buntwebereibesitzer, sowie dessen Ehefrau Maria Theresia (geb. Glanzmann), geboren. Er hatte noch drei Brüder: den Politiker Johann Baptist (1818–1862), den Architekten Johann Georg und den Journalisten Johann Joseph.
Johann Fridolin Müller heiratete am 18. Februar 1857 Barbara, die Tochter von Kaspar Josef Schmidweber, dem Stadtammann von Wil; gemeinsam hatten sie zehn Kinder.
Sein Schwager war der Bankier Ulrich Geisser (1824–1894).

### Werdegang
Johann Fridolin Müller erhielt seine schulische Ausbildung an der Realschule in Wil sowie ab 1850 an den Handelsschulen in Genf und erlernte anschließend das Handwerk in dem väterlichen Fabrikationsbetrieb. Er unternahm Reisen nach England und Schottland, um sich mit dem Betrieb von Webmaschinen vertraut zu machen.
Nach seiner Ausbildung trat er in den väterlichen Buntwebereibetrieb in Wil ein, in dem er bald eine führende Rolle übernahm. Er reorganisierte den Betrieb und stellte sicher, dass er den Anforderungen der sich verändernden Märkte gerecht wurde. Diese unternehmerischen Fähigkeiten trugen zur Stabilität und zum Wachstum des Unternehmens bei.
Johann Fridolin Müller engagierte sich auch politisch. Von 1857 bis 1861 war er Mitglied des Gemeinderats in Wil und 1861 wurde er Mitglied des Ortsverwaltungsrats, zu dessen Präsidenten er 1864 gewählt wurde. In den Jahren 1862 bis 1864 und 1870 bis 1882 gehörte er dem Grossrat des Kantons St. Gallen an.
Seine politische Karriere erreichte ihren Höhepunkt, als er, als Nachfolger des verstorbenen Carl Georg Jakob Sailer, vom 5. Dezember 1870 bis zu seinem Tod als katholisch-konservativer Nationalrat diente. In dieser Rolle setzte er sich besonders für industrielle und wirtschaftliche Fragen ein, die für die Entwicklung der Region von großer Bedeutung waren. Er gehörte 1873 auch der Parlamentsgruppe an, die sich auf die Bundesrevision konzentrierte und die Organisationsbestimmungen für die neue Landespartei festlegte. Ein Zentralkomitee, dem er auch angehörte, wurde gebildet, um die Verbindung zu den kantonalen Parteigruppen zu pflegen.
Neben seiner politischen Tätigkeit war Müller ein bedeutender Förderer der Toggenburgerbahn und der 1863 gegründeten Toggenburger Bank. Durch seine Unterstützung dieser Projekte trug er zur Verbesserung der Infrastruktur und der wirtschaftlichen Entwicklung der Region bei.